# Celestină

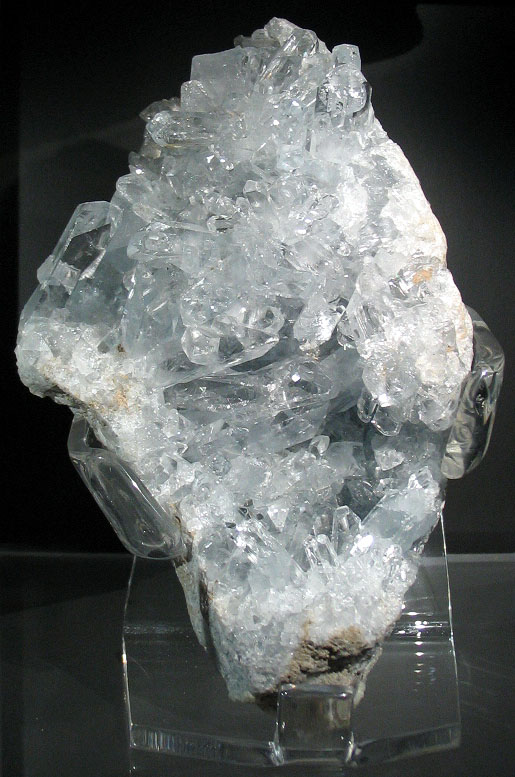
Crustă de celestină din Madagascar

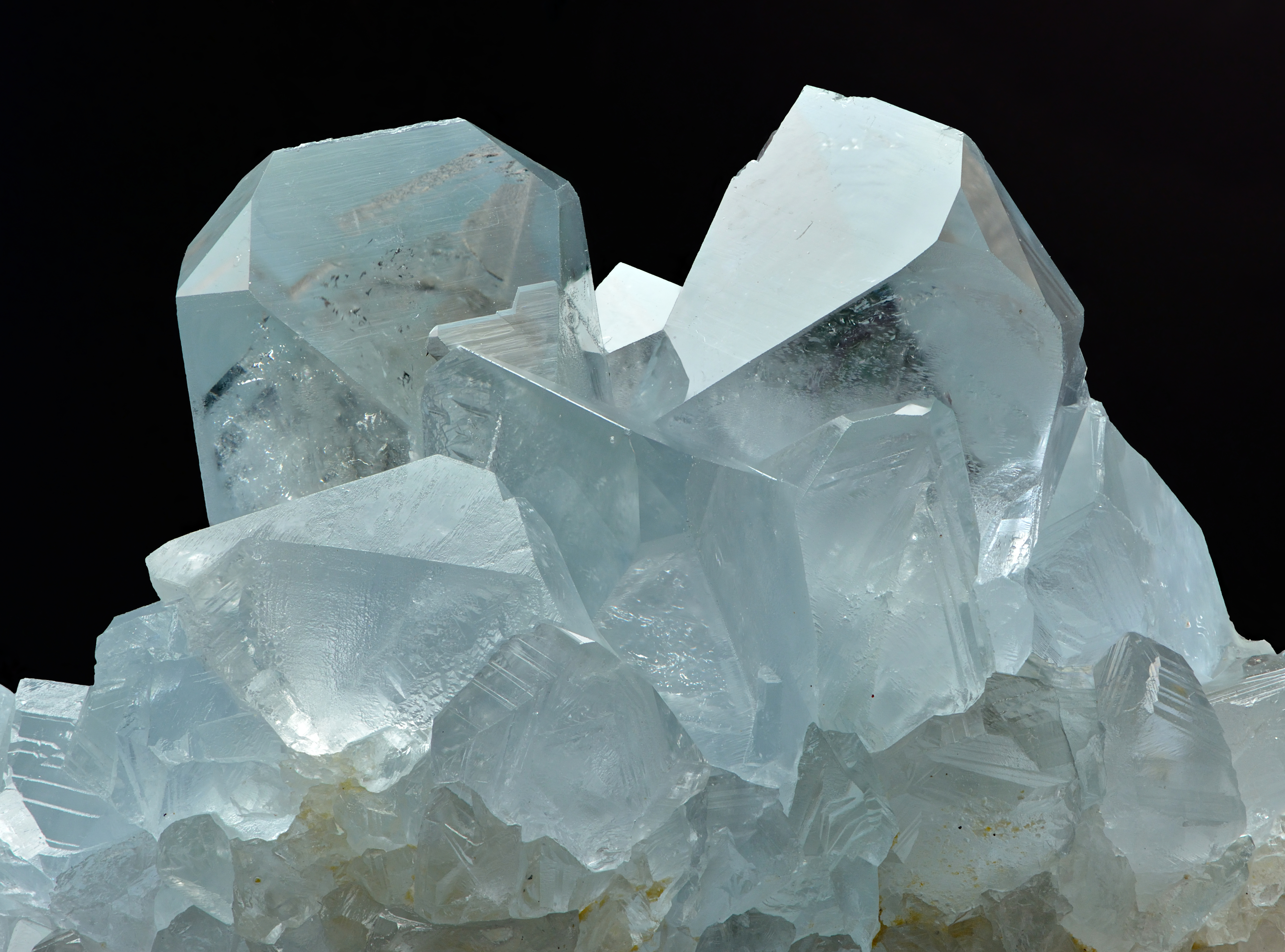
Celestină

Celestina sau celestita (SrSO4) este un sulfat de stronțiu natural, adică este un mineral. Este folosit în industrie ca sursă a metalului stronțiu, deși cea mai importantă sursă industrială este stronțianitul. 
Mineralul este denumit astfel pentru culoarea sa albastră celestă pe care o are uneori, deși poate avea nuanțe gălbui sau brun-deschise.
Celestina apare sub formă de cristale și de asemenea în forme compacte, masive și fibroase. Se găsește în roci sedimentare, de multe ori asociat cu mineralele gips, anhidrit sau halit. Frumoase eșantioane de celestină albastră provin din insula Africană Madagascar.

## Istoric
Celestina a fost găsită în Sicilia, în anul 1871; abia la 18 ani de la descoperirea sa, celestina a fost denumită și clasificată de către mineralogul german A.G.Werner

## Caracteristici

### Geologice
Se găsește sub formă de cristale prismatice, câteodată tubulare, și în mod frecvent sub formă de agregate granulare. În ceea ce privește culoarea, celestina se remarcă cel mai des prin albastrul său, albastru-pal , dar se caracterizează și prin alte culori, alb-lăptos, sau chiar incolor.
Habitusul celestinei este mai puțin variat, și constă în cristale tubulare, aciculare sau lamelare.
Din punct de vedere al durității pe scara Mohs, celestina are o duritate de 3-3,5, uneori fiind fluorescentă la lampa cu ultraviolete și chiar termoluminescentă, datorită faptului că într-o flacără deschisă, un eșantion de celestină colorează flacăra respectivă în roșu-carmin.
Celestina prezintă un clivaj perfect bazal, spărtură neregulată, urmă albă și luciu sticlos.

### Chimice
Celestina este ușor solubilă în apă și acizi.
- Masă moleculară: 183,68 grame/mol
- Densitatea electronilor: 3,70 g/cm³
- Indici cuantici:
  - fermioni: 0,03
  - bosoni:0,97
- Indici fotoelectrici:
  - PE: 54,93 barn/electron
  - ρ: 203,17 barn/cm³
- Indice de radioactivitate: GRapi:0 (celestina nu este radioactivă)

## Industrial
La punctul Dăbăgău din localitatea Copăceni, județul Cluj, a existat pe vremuri cel mai mare zăcământ de celestină din România. Acum, zăcământul e epuizat. Celestina a fost exploatată odinioară pentru scopuri industriale. Straturile de celestină erau intercalate între straturi mai groase de calcare jurasice. Cristalele de celestină s-au format ulterior, secundar, între aceste straturi calcaroase.

## Origini
Celestina are origini hidrotermale; se găsește în asociație cu galenă și blendă, cu aragonit și sulf. Se găsește în roci sedimentare, mai ales în roci calcaroase.

### Ocurențe notabile
- Europa: Bristol, Anglia; Vestfalia, Germania; Scozia, Franța; Rusia
  - Italia: Montechino Maggiore (provincia Vicenza, Marche, Romagna.
- Africa: Cairo, Egipt; Madagascar; Tunisia
- America: San Luis, Ohio, Texas, California (SUA)
- Asia: Turkistan